# Hartland (Vermont)
Hartland ist eine Town im Windsor County des Bundesstaates Vermont in den Vereinigten Staaten mit 3446 Einwohnern (laut Volkszählung von 2020).

## Geografie

### Geografische Lage
Die Ortschaft liegt am Westufer des Connecticut River, das zugleich die Grenze zum Bundesstaat New Hampshire bildet. Das Gebiet, die östlichen Vorberge der Green Mountains, ist hügelig und überwiegend bewaldet, aber nicht zerklüftet. Nahe der Nordgrenze der Town mündet der Ottauquechee River in den Connecticut River. Er wird etwa zwei Kilometer vor der Mündung durch einen Erddamm zum North Hartland Reservoir aufgestaut, das in erster Linie zur Hochwasserregulierung dient. Hartland gehört zum sogenannten Upper Valley, einer bistaatlichen Region entlang des Connecticut.

### Nachbargemeinden
Alle Entfernungen sind als Luftlinien zwischen den offiziellen Koordinaten der Orte aus der Volkszählung 2010 angegeben.
- Norden: Hartford, 6,5 km
- Nordosten: Lebanon, New Hampshire, 20,9 km
- Osten: Plainfield, New Hampshire, 17,4 km
- Südosten: Cornish, New Hampshire, 14,6 km
- Süden: Windsor, 4,1 km
- Süden: West Windsor, 8,0 km
- Südwesten: Reading, 18,2 km
- Westen: Woodstock, 12,2 km
- Nordwesten: Pomfret, 9,0 km

Hartland teilt weder mit Pomfret noch mit Reading eine gemeinsame Grenze. Die Gemeinden liegen aber derart nah beieinander, dass eine Aufnahme in die oben stehende Liste sinnvoll war.

### Klima
Die mittlere Durchschnittstemperatur in Hartland liegt zwischen −8,9 °C (16 °Fahrenheit) im Januar und 20,6 °C (69 °Fahrenheit) im Juli. Damit ist der Ort gegenüber dem langjährigen Mittel Vermonts im Winter um etwa 2 Grad, im Sommer um etwa ein Grad  kühler. Die Schneefälle zwischen Oktober und Mai liegen mit mehr als zwei Metern, mit einem Spitzenwert von etwa 45 cm im Januar, etwa doppelt so hoch wie die mittlere Schneehöhe in den USA. Die tägliche Sonnenscheindauer liegt am unteren Rand des Wertespektrums der USA.

## Geschichte
Die Town wurde am 10. Juli 1761 unter dem Namen Hertford durch Benning Wentworth als Teil seiner New Hampshire Grants zur Besiedlung ausgerufen und war, im Gegensatz zu vielen anderen Gebieten aus diesen Grants, von New York bereits 1767 bestätigt worden, also nie strittig. Die erste Besiedlung dieses Gebietes ist für 1763 dokumentiert, die erste Stadtversammlung für 1767. Am 15. Juni 1782 wurde der ursprüngliche Name der Town in Hartland geändert, um Verwechslungen mit der nahezu gleich benannten und benachbarten Town Hartford zu vermeiden.
Seit 1848 ist Hartland an die Bahnstrecke Windsor–Burlington, die durch das Tal des Connecticut führt und Kanada mit den Metropolen der Ostküste verbindet, angeschlossen. Ein ursprünglich bestehender Personenbahnhof ist zwischenzeitlich wieder geschlossen worden; im benachbarten Windsor besteht aber Anschluss an einen täglich verkehrenden Expresszug an die Atlantikküste.

### Religionen
Es gibt eine Niederlassung der Unitarier und eine der United Church of Christ.

### Einwohnerentwicklung
| Volkszählungsergebnisse – Town of Hartland, Vermont | Volkszählungsergebnisse – Town of Hartland, Vermont | Volkszählungsergebnisse – Town of Hartland, Vermont | Volkszählungsergebnisse – Town of Hartland, Vermont | Volkszählungsergebnisse – Town of Hartland, Vermont | Volkszählungsergebnisse – Town of Hartland, Vermont | Volkszählungsergebnisse – Town of Hartland, Vermont | Volkszählungsergebnisse – Town of Hartland, Vermont | Volkszählungsergebnisse – Town of Hartland, Vermont | Volkszählungsergebnisse – Town of Hartland, Vermont | Volkszählungsergebnisse – Town of Hartland, Vermont |
| Jahr                                                | 1700                                                | 1710                                                | 1720                                                | 1730                                                | 1740                                                | 1750                                                | 1760                                                | 1770                                                | 1780                                                | 1790                                                |
| --------------------------------------------------- | --------------------------------------------------- | --------------------------------------------------- | --------------------------------------------------- | --------------------------------------------------- | --------------------------------------------------- | --------------------------------------------------- | --------------------------------------------------- | --------------------------------------------------- | --------------------------------------------------- | --------------------------------------------------- |
| Einwohner                                           |                                                     |                                                     |                                                     |                                                     |                                                     |                                                     |                                                     |                                                     |                                                     | 1652                                                |
| Jahr                                                | 1800                                                | 1810                                                | 1820                                                | 1830                                                | 1840                                                | 1850                                                | 1860                                                | 1870                                                | 1880                                                | 1890                                                |
| Einwohner                                           | 1960                                                | 2352                                                | 2553                                                | 2503                                                | 2341                                                | 2063                                                | 1748                                                | 1710                                                | 1598                                                | 1393                                                |
| Jahr                                                | 1900                                                | 1910                                                | 1920                                                | 1930                                                | 1940                                                | 1950                                                | 1960                                                | 1970                                                | 1980                                                | 1990                                                |
| Einwohner                                           | 1340                                                | 1316                                                | 1212                                                | 1266                                                | 1306                                                | 1559                                                | 1592                                                | 1806                                                | 2396                                                | 2988                                                |
| Jahr                                                | 2000                                                | 2010                                                | 2020                                                | 2030                                                | 2040                                                | 2050                                                | 2060                                                | 2070                                                | 2080                                                | 2090                                                |
| Einwohner                                           | 3223                                                | 3393                                                | 3446                                                |                                                     |                                                     |                                                     |                                                     |                                                     |                                                     |                                                     |

## Kultur und Sehenswürdigkeiten

### Bauwerke
Zwei historische Covered Bridges von etwa 41 m (135 feet) Spannweite finden sich auf dem Gebiet der Gemeinde Hartland. Die Brücke Martins Mill von 1881 führt über den Lull's Brook, einen kleinen Wildwasser-Fluss, die Willard Covered Bridge über den Ottauquechee River.

## Wirtschaft und Infrastruktur

### Verkehr
Wichtige Verkehrsanschlüsse sind die Interstate 91 im Tal des Connecticut und der weitgehend parallel verlaufende U.S. Highway 5. Von Amtrak-Zügen bediente Bahnstation befinden sich in 17 Kilometern Entfernung im benachbarten Windsor und im 19 Kilometer entfernten White River Junction.

### Öffentliche Einrichtungen
Das nächstgelegene Krankenhaus, das Mount Ascutney Hospital & Health Center, befindet sich im benachbarten Windsor.

### Bildung
Hartland gehört mit Windsor, West Windsor und Weathersfield zur Windsor Southeast Supervisory Union.
In Hartland gibt es zwei Schulen, die Albert Bridge School mit Schulklassen von Kindergarten bis zum sechsten Schuljahr und die Hartland Elementary School. Sie ist im Hauptort Hartland angesiedelt und bietet gut 300 Schülern bis zur achten Klasse Platz. Für weitergehende Schulen müssen die umgebenden Towns aufgesucht werden.

## Persönlichkeiten

### Söhne und Töchter der Stadt
- Henry M. Bates (1808–1865), Politiker, Vermont State Treasurer
- Charles Russell Orcutt (1864–1929), Botaniker

### Persönlichkeiten, die vor Ort gewirkt haben
- Paul Spooner (1746–1789), Politiker, Vizegouverneur von Vermont
- George Tooker (1920–2011), Maler
- Peter Welch (* 1947), Politiker und Vertreter des Bundesstaates Vermont im US-Repräsentantenhaus. Lebt in Hartland